# Fordongianus
Fordongianus (sardinsky: Fordongiànis) je italská obec (comune) v provincii Oristano v regionu Sardinie. Nachází se ve výšce 35 metrů nad mořem a má 831 obyvatel. Rozloha obce je 39,48 km².